# 津久見インターチェンジ

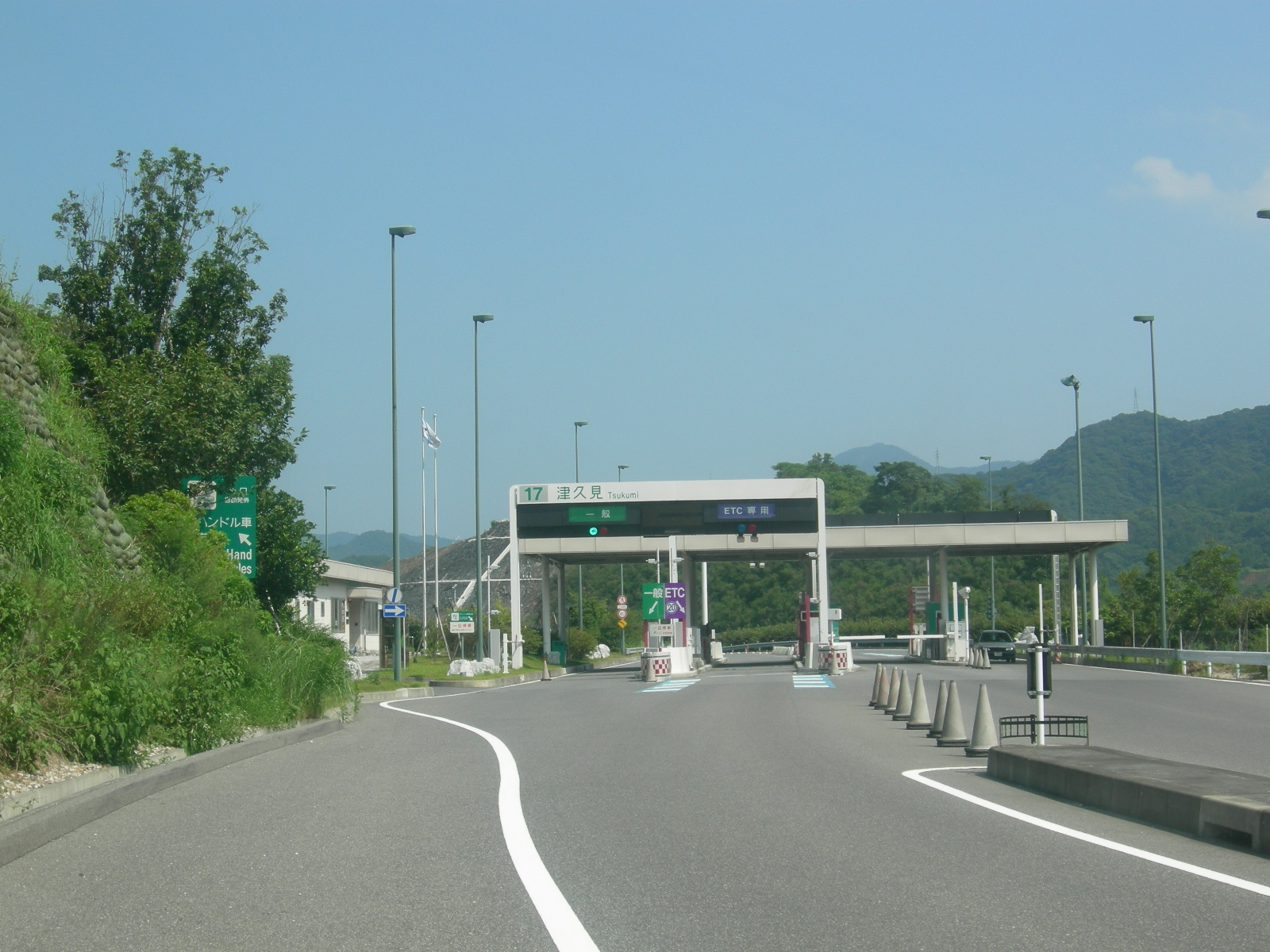
安全通路設置前

津久見インターチェンジ（つくみインターチェンジ）は、大分県津久見市大字上青江にある東九州自動車道のインターチェンジである。

## 歴史
- 2001年（平成13年）12月27日：大分宮河内IC - 津久見IC間開通に伴い、供用開始[1]。
- 2006年（平成18年）12月18日：津久見IC - 佐伯IC間について国土交通大臣より土地収用法に基づく事業認定が公示される[2]。
- 2008年（平成20年）6月28日：津久見IC - 佐伯IC間開通[1][3]。

## 周辺
- 宗麟公園
- 四浦展望台
- 津久見港
- うみたま体験パーク「つくみイルカ島」

## 接続する道路
- 直接接続
  - 大分県道648号津久見インター線
- 間接接続
  - 国道217号
  - 大分県道217号臼杵津久見線バイパス

## 料金所
- ブース数：4

### 入口
- ブース数：2
  - ETC専用：1
  - ETC/一般：1

### 出口
- ブース数：2
  - ETC専用：1
  - 一般：1

## 隣
E10 東九州自動車道
(16) 臼杵IC - (17) 津久見IC - 佐伯弥生PA - (18) 佐伯IC/TB